# Jennifer Rostock
Jennifer Rostock ist eine deutschsprachige Rockband. Sie stammt von der Insel Usedom und ist in Berlin ansässig. Die Gruppe erlangte nach ihrer Gründung 2007 durch ihren Auftritt beim Bundesvision Song Contest 2008 erstmals nationale Aufmerksamkeit.

## Bandgeschichte

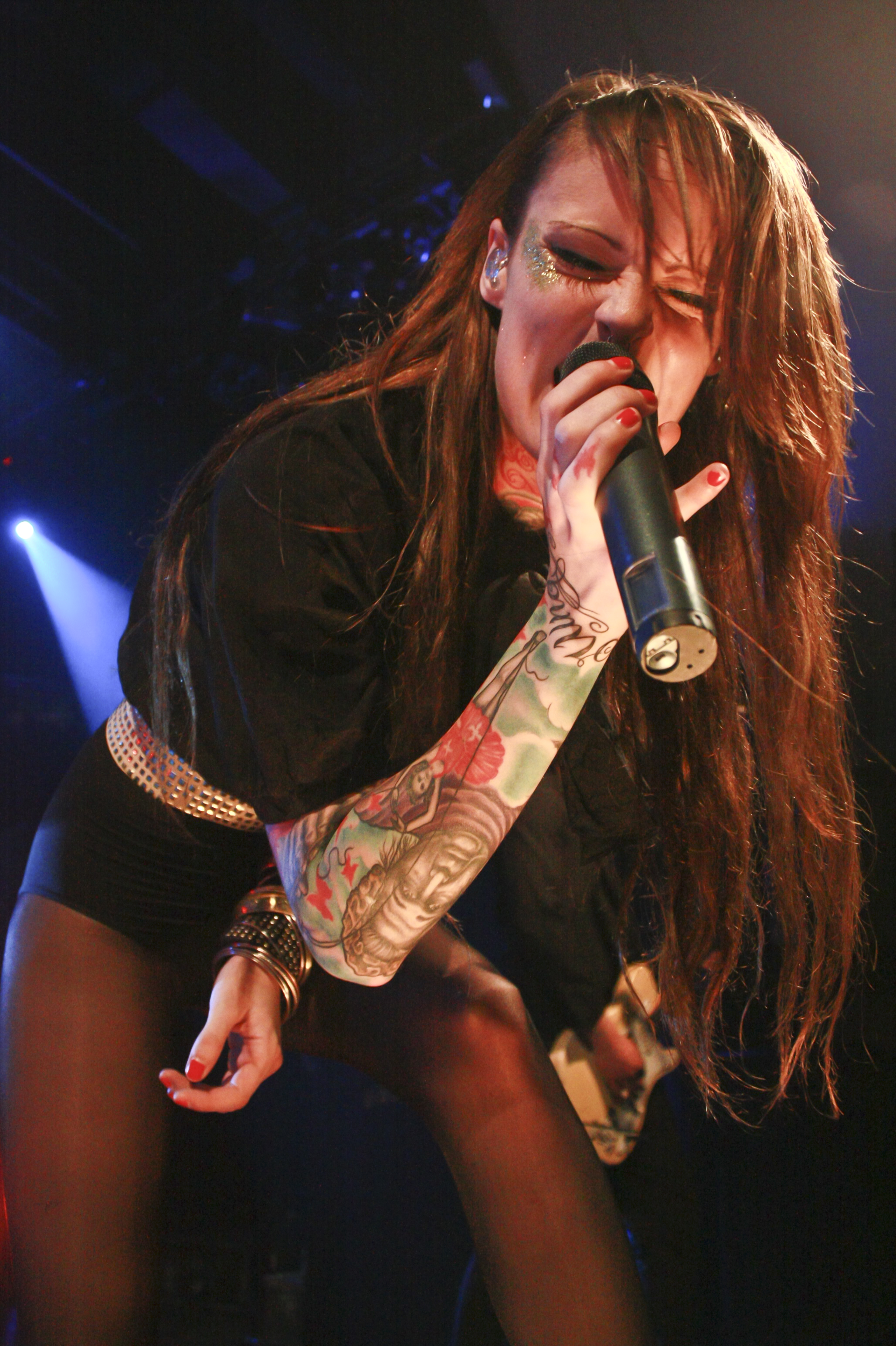
Jennifer Weist (2010)

Die in Zinnowitz auf der Insel Usedom aufgewachsene Jennifer Weist und Johannes „Joe“ Walter lernten sich bereits im Kindergarten kennen. Walter begann als Fünfjähriger mit Musikunterricht; er lernte zuerst Geige, später spielte er Klavier. Weist traf er mit 13 bei einer Karaoke-Show wieder und lud sie ein, in seiner Schülerband No Fame mitzuwirken. Sie versuchten sich mit Rock, Pop und Swing in verschiedenen Genres, sangen dabei zunächst auf Englisch, später auf Deutsch und komponierten schließlich eigene Songs. Im Jahr 2004 gründeten sie die Band aerials.
Jennifer Weist und Johannes Walter trafen nach dem Schulabschluss in Rostock bei einem Songwriting-Workshop erstmals auf ihren späteren Produzenten Werner Krumme. Nach abgeschlossenem Abitur im Sommer 2006 zogen die beiden nach Berlin, um aktiv einer Musikkarriere nachzugehen. Dort lernten sie schließlich die drei zukünftigen Bandmitglieder Alex, Christoph und Baku kennen. In der Band Jennifer Rostock kamen gegensätzliche Charaktere zusammen, die konträren Musikstilen wie Hardcore/Emocore, Punk-Rock und Rock/Pop entstammten und zuvor Neue-Deutsche-Welle-artige Popmusik, wie sie die Combo Jennifer Rostock hervorbringt, nie gehört hatten.
Über die Geschichte des Bandnamens gibt es zwei Versionen. So kam er nach erster Version zunächst durch ein Missverständnis zustande. Mitarbeiter im Berliner Planet Roc Tonstudio adressierten Notizen für die Band immer wieder an „Jennifer Rostock“. Weist bemerkte dazu: „Jennifer, das ging an mich und Rostock, weil sie wussten, wir sind von der Küste und Rostock war wohl die einzige Stadt, die die Studioleute bei uns hier oben kannten.“ Dieser Arbeitstitel wurde letztlich für gut befunden und als Name übernommen. Nach der zweiten Version entstand der Bandname laut Aussage der Sängerin während der Fernsehsendung Das Perfekte Promi-Dinner, nachdem sie im Handy eines Freundes als „Jennifer Rostock“ gespeichert worden waren, da sie sich mit ihm in Rostock trafen. Diese zweite Version wurde von Weist in der Sendung Markus Lanz am 5. Juli 2012 bestätigt und dahingehend ergänzt, dass der Name für die Band verwendet wurde, da alle anderen Vorschläge schlechter gewesen seien. In der Sendung Volle Kanne am 24. September 2012 bestätigte sie die Geschichte erneut. Im Dezember 2020 erklärt Weist auf dem Blog ihres Modelabels, dass die Antwort auf die Namensfrage in Interviews oft vorsätzlich variiert wurde. Tatsächlich habe ihr erster Produzent Weist als „Jennifer Rostock“ eingespeichert, da er schon andere Kontakte mit dem Namen Jennifer in seinem Adressbuch gehabt habe.

### Ins offene Messer(2008)
Die Band gab 2007 ihre ersten Konzerte als Jennifer Rostock und erhielt einen Plattenvertrag von Warner Music. Sie traten vor allem in Berliner Szeneclubs auf und spielten als Vorgruppe der britischen Bands Chikinki und Gallows. Im November veröffentlichte sie ihre erste EP Ich will hier raus und wurde daraufhin von einigen regionalen Radiosendern in Berlin gespielt. Im Februar 2008 wurde ihre Debütsingle Kopf oder Zahl in die MTV-Rotation aufgenommen. Die Gruppe erreichte damit beim von Stefan Raab ins Leben gerufenen Bundesvision Song Contest für Mecklenburg-Vorpommern den fünften Platz. Jennifer Rostocks Debütalbum Ins offene Messer erschien am Folgetag und erreichte Platz 31 der deutschen Albumcharts.
Im Laufe des Jahres 2008 veröffentlichten Jennifer Rostock mit Feuer und Himalaya zwei weitere Singles aus ihrem Debütalbum. Sie traten im Juni bei der MTV Campus Invasion in Jena auf und spielten deutschlandweit auf Musikfestivals und Konzerten; darüber hinaus hatte die Band mehrere Auftritte in Österreich und der Schweiz. Im Oktober spielten sie ihren Song Himalaya beim Auftakt von Udo Lindenbergs Deutschland-Tournee in Rostock.

### Der Film(2009–2010)
Der Filmemacher Hannes Rossacher begleitete die Band über mehrere Monate und produzierte einen 90-minütigen Dokumentarfilm, der im Herbst 2009 veröffentlicht wurde. Jennifer Rostocks zweites Album Der Film erschien im Juli 2009. Die Platte debütierte in Deutschland und in Österreich in den Top-20 der Albumcharts; die erste Single Du willst mir an die Wäsche erreichte Platz 34 der deutschen Singlecharts. Im Auftrag des Goethe-Instituts traten Jennifer Rostock im Oktober 2009 in fünf Städten in Brasilien auf.
2009 hatte die Band mit dem Lied Du willst mir an die Wäsche einen Gastauftritt in der Seifenoper Gute Zeiten, schlechte Zeiten.
Im November 2009 erschien die Single Es tut wieder weh, die extra für den Film New Moon – Biss zur Mittagsstunde geschrieben und komponiert wurde, erstmals als spezieller Bonustrack auf der deutschen CD- und Download-Variante des Soundtracks. Am 18. Dezember 2009 folgte die physische CD-Single, die Platz 48 der deutschen Single-Charts erreichte. Das Musikvideo zeigt neben Szenen, in denen die Band in einem Spiegelraum den Song spielt, Filmszenen aus New Moon; Regie führte Hagen Decker. Der Song wurde dreimal im Fernsehen promotet, zur Coca Cola Soundwave Show am Brandenburger Tor, im Rahmen der Sendung MTV Home und schließlich bei einem Auftritt der Sängerin Jennifer Weist bei TV total.
Im Januar 2010 nahm die Sängerin Jennifer Weist an der Promi-Version von Das perfekte Dinner teil.
Am 11. Juni 2010 erschien mit Irgendwo anders die zweite Single-Auskopplung aus Der Film. Trotz aufwendiger Aufmachung mit 3D-Cover und einer 3D-Brille als Extra schaffte es die Single nicht in die deutschen Single-Charts.

### Mit Haut und Haar(2011–2013)
Am 8. April 2011 veröffentlichten Jennifer Rostock den Titel ihres in New Jersey aufgenommenen dritten Studioalbums via Facebook. Das Album Mit Haut und Haar erschien am 29. Juli 2011. Die erste Single-Auskopplung Mein Mikrofon wurde bereits am 15. Juli als Single veröffentlicht und konnte sich sofort auf Platz 49 der deutschen Singlecharts platzieren. Obwohl es bisher erst zwei Single-Auskopplungen aus Mit Haut und Haar gab, veröffentlichte die Band bereits fünf Musikvideos: Es war nicht alles schlecht, Mein Mikrofon, Der Kapitän, Ich kann nicht mehr und Hier werd ich nicht alt. Des Weiteren nahm die Band am 29. September mit der zweiten Single-Auskopplung Ich kann nicht mehr erneut am Bundesvision Song Contest in der Lanxess Arena in Köln teil und belegte diesmal den achten Platz.
Am 10. August 2012 erschien die erste Live-CD/DVD Live in Berlin über Warner Music Group. Als Gastmusiker sind Rapper Sido, Jupiter Jones, Felix von Frau Potz und Nico Webers von War from a Harlots Mouth zu hören. Aufgenommen wurde das Konzert im Stadtbad Wedding. In Deutschland stieg Live in Berlin auf Platz drei der Albumcharts ein. In Österreich erreichte das Live-Album Platz 13.
Im Januar 2013 tourte die Band durch Deutschland. Aufmerksamkeit erregten Jennifer Rostock am 28. Januar 2013 unmittelbar nach dem Auftritt in Hamburg. Die Musiker erklärten bei Facebook, dass sie auf den T-Shirts von Besuchern ihrer Konzerte die Namen der Böhsen Onkelz und Frei.Wild „nicht lesen“ wollten. Es folgten Proteste auf Facebook, was zur Folge hatte, dass sich die Gruppe in einer zweiten Stellungnahme davon distanzierte, dass alle Fans der beiden Gruppen automatisch Nazis seien. Inzwischen hatte sich der Bassist der Band Böhse Onkelz Stephan Weidner zu Wort gemeldet, der die Gruppe scharf kritisierte.

### SchlaflosundKaleidoskop(2013–2015)

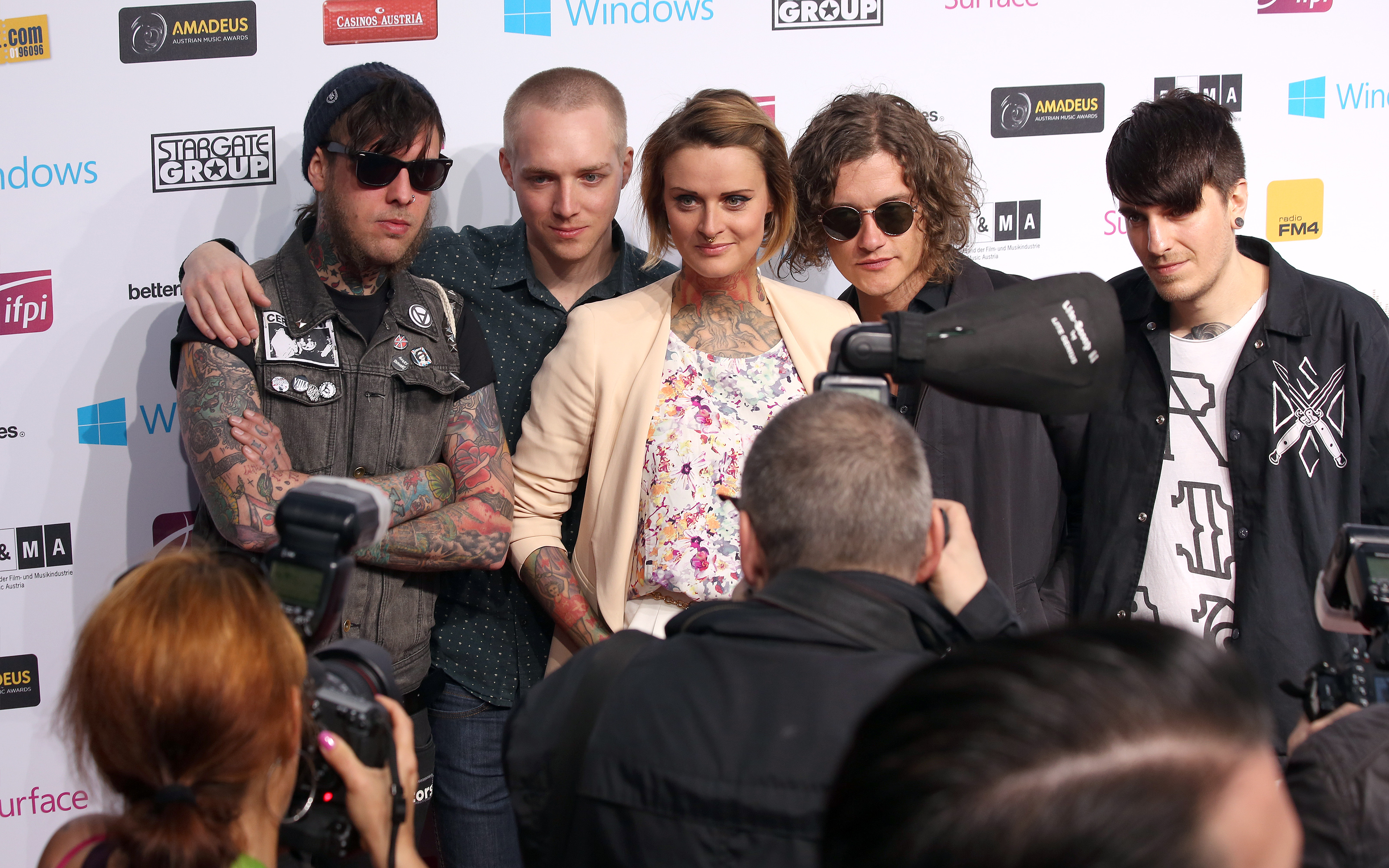
Jennifer Rostock (2014)

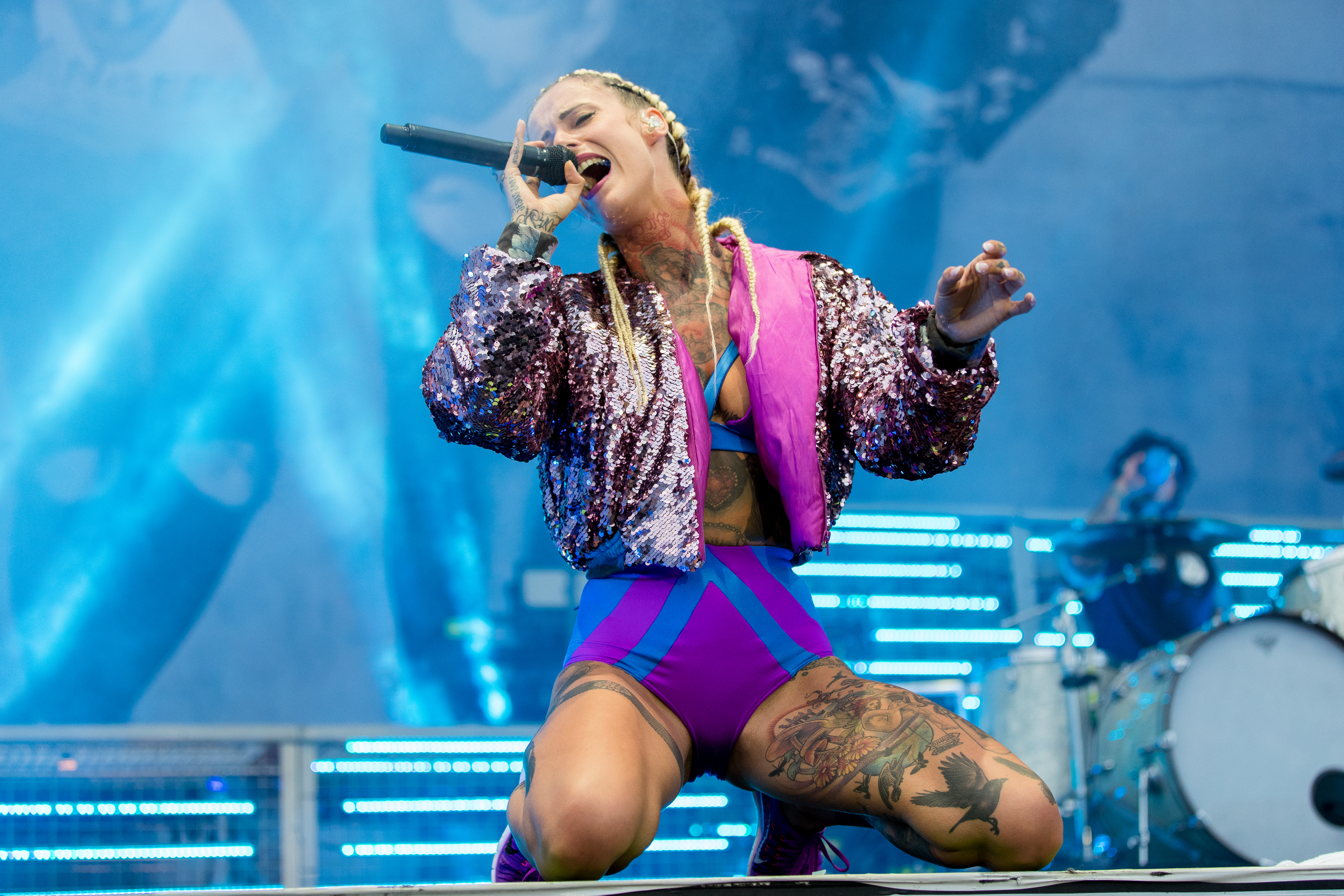
Jennifer Rostock auf dem Rocco del Schlacko 2016

Anfang 2013 kündigte die Band an, noch im selben Jahr ein neues Studio-Album veröffentlichen zu wollen. Am 15. September 2013 gab die Band auf ihrer Facebookseite bekannt, dass das Album Schlaflos heißen und erst am 17. Januar 2014 erscheinen wird. Entstanden ist das Album erneut unter anderem in den USA. Die erste Single des neuen Albums, Ein Schmerz und eine Kehle, wurde bereits samt Musikvideo veröffentlicht. Am 10. November 2013 folgte mit Phantombild die zweite Singleauskopplung am 12. Januar 2014 erschien mit K.B.A.G. (Kein Bock aber Gästeliste) die dritte Auskopplung vor Erscheinen des Albums.
Am 28. Januar 2014 startet die Gruppe ihre Konzertreise, um für das Album zu werben. Die Konzerte führten die Band durch Deutschland, Österreich und die Schweiz. Als Vorband wird die Post-Hardcore-Band Marathonmann aus München zu sehen sein.
Am 21. Oktober 2014 kündigte die Band die Veröffentlichung einer neuen EP namens Kaleidoskop an, auf der insgesamt vier neue Songs enthalten sind und zunächst nur im Rahmen der gleichnamigen Tournee zu erwerben war. Die EP erreichte Platz 66 der deutschen Single-Charts. Das Musikvideo zur Single Kaleidoskop wurde am 29. Oktober 2014 veröffentlicht und enthält ein Feature vom Sänger der Band War from a Harlots Mouth, Nico Webers.
Zusätzlich agierten Jennifer Rostock in der deutschen Version des Charity-Songs Do They Know It’s Christmas von Band Aid mit, der am 21. November 2014 Weltpremiere feierte.

### Wähl die AfDundGenau in diesem Ton(2016–2017)
Am 30. August 2016 veröffentlichte die Band auf ihrer Facebook-Seite das Musikvideo Wähl die AfD, welches sich wenige Tage vor der Landtagswahl in Mecklenburg-Vorpommern gegen die rechtspopulistische AfD richtete. Das Video wurde innerhalb weniger Tage mehrere Millionen Mal angeklickt. Jennifer Weist erhielt daraufhin einen Drohbrief von einem AfD-Anhänger.
Im September 2016 erschien mit Genau in diesem Ton das fünfte Studioalbum der Band. Es erreichte den zweiten Platz der Albumcharts. Besondere Aufmerksamkeit durch Kritik und Publikum erzielte der Song Hengstin, der sich stilistisch stark von den meisten Titeln der Band abhebt. Der Song thematisiert Feminismus und die Gleichberechtigung von Frauen. Am 28. Oktober 2016 erschien hierzu ein Musikvideo, in dem Jennifer Weist in einigen Einstellungen nackt zu sehen ist. Auch das Musikvideo erzielte breite Aufmerksamkeit und veranlasste Bass Sultan Hengzt zu einem Disstrack, auf den die Band in einer neuen Version des Songs Neider machen Leute kritisch reagierte. Das Album wurde von einer Tournee begleitet.

### Zehnjähriges Bandjubiläum,Worst Of Jennifer Rostockund Pause (seit 2017)

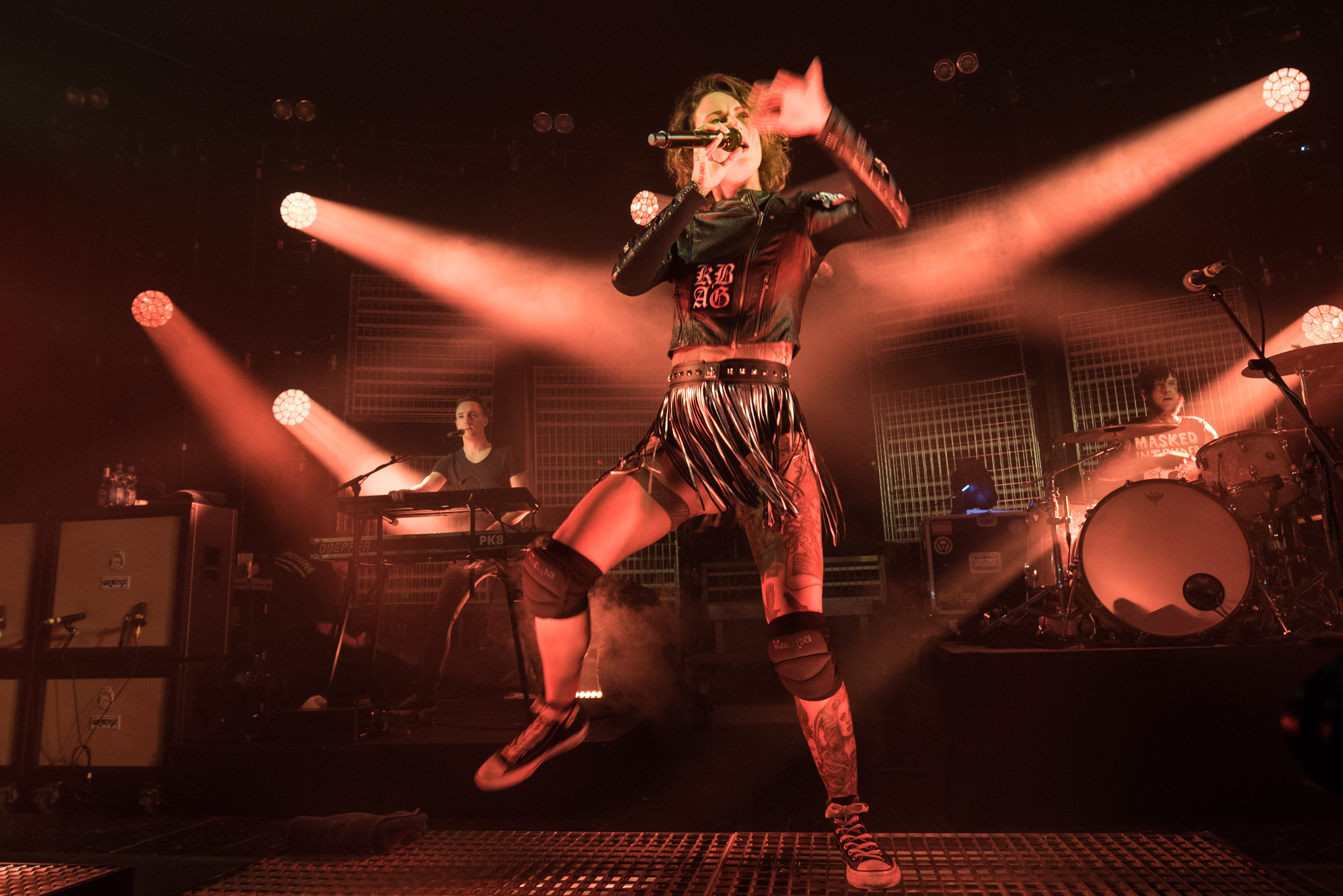
Jennifer Rostock, 2017

Anlässlich des zehnjährigen Bandjubiläums veröffentlichten Jennifer Rostock nur ein Jahr nach Genau in diesem Ton ein neues Album. Für Worst Of Jennifer Rostock wurden Stücke, an denen die Band in der Vergangenheit bereits gearbeitet hatte, die aber nie veröffentlicht wurden, innerhalb weniger Tage aufgenommen. Auf der Platte ist auch eine Kooperation mit der Band Grossstadtgeflüster enthalten.
Nachdem zu den Stücken Alles Cool und Haarspray Musikvideos veröffentlicht worden waren, kündigte die Band ein drittes Video zum Titel Die guten alten Zeiten an. Es erschien am 15. November 2017 und wurde durch eine Mitteilung begleitet, in der die Band zehn Jahre nach ihrer Gründung eine Pause unbestimmter Dauer ankündigt. Nach der Tournee im Frühjahr 2018 werden die Bandmitglieder zunächst getrennte Wege gehen. Das zunächst letzte Konzert der Band fand am 13. Mai 2018 in der Berliner Columbiahalle statt. Eine Auflösung steht laut der Musikerin aber keinesfalls im Raum. „Es braucht nur mal etwas Luft zum Durchatmen, damit wir uns künftig wieder mit voller Hingabe dem Projekt Rostock widmen können“, heißt es dazu in einer Stellungnahme.

## Musik
Weist und Walter schreiben die Liedtexte der Band gemeinsam, außerdem komponieren und arrangieren sie die Songs. Für ihre Arbeit wurden sie im Jahr 2009 für den Deutschen Musikautorenpreis der GEMA in der Kategorie Nachwuchs nominiert. Jennifer Rostock wird besonders aufgrund ihrer ersten Single und deren Ähnlichkeit zur 80er-Jahre-Band Ideal mit der Musik der Neuen Deutschen Welle in Verbindung gebracht. Insgesamt lässt sich die Gruppe jedoch nur schwer klassifizieren. Die Tageszeitung (taz) ordnete die Musik 2007 „zwischen Glam-Punk, Elektro-Pop und Hauptstadt-Rock“ ein.

## Nebenprojekte
Von Dezember 2014 bis September 2020 moderierte Jennifer Weist die wöchentliche Musiksendung Update Deluxe beim Fernsehsender Deluxe Music. Ihr Soloprojekt gibt es seit 2021 und heißt Yaenniver.
Der Keyboarder Johannes Walter schreibt auch für andere Bands und Sänger Lieder, so das Stück Bonfire für Felix Jaehn und Alma.
Alex Voigt, der Gitarrist der Band, hat neben Jennifer Rostock noch eine Band namens This is Law, bei der er selbst auch singt.
Schlagzeuger Baku widmet sich neben Jennifer Rostock noch anderen Bands. So war er als Sänger und Shouter in dem Electro-/Screamo-Projekt Bionic Ghost Kids und ist als Schlagzeuger in der Punkband Kotzreiz, der Punkband Berlin Blackouts und der Indie-Band BLOODHYPE tätig und unterstützt Jennifer bei ihrem Solo-Projekt Yaenniver als Live-Schlagzeuger.

## Diskografie
Studioalben

| Jahr | Titel Musiklabel                            | Höchstplatzierung, Gesamtwochen, AuszeichnungChartplatzierungen (Jahr, Titel, Musiklabel, Platzierungen, Wochen, Auszeichnungen, Anmerkungen) | Höchstplatzierung, Gesamtwochen, AuszeichnungChartplatzierungen (Jahr, Titel, Musiklabel, Platzierungen, Wochen, Auszeichnungen, Anmerkungen) | Höchstplatzierung, Gesamtwochen, AuszeichnungChartplatzierungen (Jahr, Titel, Musiklabel, Platzierungen, Wochen, Auszeichnungen, Anmerkungen) | Anmerkungen                              |
| Jahr | Titel Musiklabel                            | DE | AT | CH | Anmerkungen                              |
| ---- | ------------------------------------------- | --- | --- | --- | ---------------------------------------- |
| 2008 | Ins offene Messer Warner Music (WMG)        | DE31 (3 Wo.)DE | — | — | Erstveröffentlichung: 15. Februar 2008   |
| 2009 | Der Film Warner Music (WMG)                 | DE13 (6 Wo.)DE | AT18 (5 Wo.)AT | CH63 (1 Wo.)CH | Erstveröffentlichung: 10. Juli 2009      |
| 2011 | Mit Haut und Haar Warner Music (WMG)        | DE4 (11 Wo.)DE | AT7 (6 Wo.)AT | CH58 (1 Wo.)CH | Erstveröffentlichung: 29. Juli 2011      |
| 2014 | Schlaflos Warner Music (WMG)                | DE2 (6 Wo.)DE | AT5 (3 Wo.)AT | CH40 (1 Wo.)CH | Erstveröffentlichung: 17. Januar 2014    |
| 2016 | Genau in diesem Ton Four Music (Sony)       | DE2 (7 Wo.)DE | AT4 (5 Wo.)AT | CH31 (1 Wo.)CH | Erstveröffentlichung: 9. September 2016  |
| 2017 | Worst of Jennifer Rostock Four Music (Sony) | DE6 (5 Wo.)DE | AT11 (2 Wo.)AT | CH69 (1 Wo.)CH | Erstveröffentlichung: 29. September 2017 |

## Auszeichnungen
Nominierungen
- Live Entertainment Award 2008 – event. Publikumspreis (Clubkünstler des Jahres)[10]
- Deutscher Musikautorenpreis 2009 – Nachwuchsförderung[28]
- 1Live Krone 2009 – Bester Newcomer
- 1Live Krone 2011 – Beste Band
- Deutscher Musikautorenpreis 2011 – Komposition Rock[28]
- 2017 – Preis für Popkultur – Kategorie „Lieblingsvideo“[33]
- 2017 – Preis für Popkultur – Kategorie „Spannendste Idee/Kampagne“[34]